# Felmersham
Felmersham ist ein kleiner Ort und eine Gemeinde in Bedfordshire, England. Es liegt etwa 11 Kilometer nordwestlich von Bedford im Tal des Flusses Great Ouse, der die Gemeinde von drei Seiten her umschließt.

## Lage und Sehenswürdigkeiten
Zu der Gemeinde gehört auch Radwell, sodass Felmersham mitunter auch als Felmersham with Radwell bezeichnet wird. In der Nähe liegen die Ortschaften Sharnbrook, Odell, Pavenham und Milton Ernest. Im Domesday Book aus dem Jahr 1086 wurde die Gemeinde als Felmersham with Radwell erwähnt. Im 13. Jahrhundert wurde die Kirche St Mary the Virgin erbaut.
Aus dem Jahr 1428 stammt die „Tithe Barn“, die ehemalige Zehntscheune, gegenüber der Kirche.
1818 wurde die fünfbogige Steinbrücke erbaut, die den Zugang zur Ortschaft von Norden her ermöglicht. Diese Brücke wurde 1993 saniert. Mehrmals im Jahr werden das Ouze-Tal und damit auch die Zufahrtsstraßen im Norden und Süden von Felmersham überflutet. 
Nördlich des Ortes gibt es ein Naturreservat in einem Gebiet, auf dem früher Sand abgebaut wurde.

## Bildung
Für Kinder im Alter von fünf bis elf Jahren steht die 1974 erbaute Pinchmill Primary School zur Verfügung. Das ehemalige Schulhaus in Felmersham stammt aus der Mitte des 19. Jahrhunderts und befindet sich mittlerweile in privaten Händen.

## Sonstiges
Nach Felmersham war das Minensuchboot HMS Felmersham benannt.